# Домашня енергетична станція
Дома́шня енерге́тична ста́нція (ДЕС) — назва нового теплового та енергетичного генератора корпорації «Honda» для опалення будинків, а також — для заправки гідрогенних автомобілів з паливними елементами. ДЕС IV може забезпечувати достатню кількість гідрогену, щоб забезпечити потреби власників авто з гідрогенними моторами, зокрема Honda FCX, а також — денні потреби в електропостачанні домашнього господарства.
Ця система використовує природний газ для виробництва гідрогену.
В спеціальних камерах схову можна зберігати запас гідрогену, що є доволі енергомістким елементом, на випадок перебоїв у постачанні централізованих електростанцій.
2005 — На конференції Honda R&D Americas Torrance, California пройшла випробування ДЕС ІІІ.
2007 — ДЕС IV довела здатність задовольнити потреби Honda FCX Clarity.

## А також
1. ↑  HES III. Архів оригіналу за 3 грудня 2010. Процитовано 28 травня 2010.
2. ↑  HES IV